# Ceratina tanganyicensis
Ceratina tanganyicensis är en biart som beskrevs av Embrik Strand 1911. Den ingår i släktet märgbin, och familjen långtungebin. Inga underarter finns listade i Catalogue of Life.
Som hos alla märgbin övervintrar honorna i märgen på skadade växter. Till våren utvidgar de gömslet till en larvkammare, som de delar upp i celler med hjälp av tuggat växtmaterial. Varje cell rymmer ett ägg med näring i form av nektar och pollen. Den översta cellen använder honan som viloplats; det antas att hon också försvarar boet mot inkräktare. Just denna art bygger sina larvceller i trillingblomarter, påfågelsträd och eldkrona. Bona kan parasiteras av  glanssteklarna Micrapion clavaforme och Micrapion dalyi.
Värdväxter för nektar och pollen är akaciaarter (ur ärtväxternas familj) och aloearter (ur afodillväxternas familj).
Utbreningsomrädet omfattar sydöstra Afrika från sydöstra Kenya, Tanzania och Zambia söderöver till östligaste Sydafrika och Lesotho.